# Talanitoides
Talanitoides is een geslacht van spinnen uit de familie bodemjachtspinnen (Gnaphosidae).

## Soorten
De volgende soorten zijn bij het geslacht ingedeeld:
- Talanitoides habesor Levy, 2009